# Co-ocurență
În lingvistică, co-ocurența este prezența simultană a două sau mai multe entități lingvistice în același context, acesta fiind considerat în sensul cel mai larg, de la silabă la contextul situațional. Entitățile apărute împreună sunt calificate drept co-ocurente.
Fiecare limbă are propriile sale reguli de co-ocurență. Conform acestora există co-ocurențe facultative sau obligatorii, și interdicții de co-ocurență. Studierea regularității co-ocurențelor dintr-o limbă dată contribuie la descrierea structurii acesteia.

## Co-ocurența în diferitele domenii ale limbii
Despre co-ocurență se poate vorbi în toate domeniile limbii și din punctul de vedere al tuturor ramurilor lingvisticii.
În domeniul fonetismului, luând în considerare contextul unei silabe, se poate constata că, de pildă în limbile din diasistemul slav de centru-sud (BCMS), consoanele /r/ și /l/ pot fi co-ocurente nu numai cu vocale și cu alte consoane, ci și numai cu alte consoane, constituind nucleul silabei, ex. vrt [vr̩t] „grădină”, bicikl [bit͡si.kl̩] „bicicletă”, pe când în română, de exemplu, în silabă, consoane pot fi co-ocurente numai cu o vocală sau un diftong.
Tot în sistemul fonetic, dar în contextul unui cuvânt, într-o limbă ca maghiara, de exemplu, există reguli de armonie vocalică. Astfel, în majoritatea cuvintelor, în principal cele moștenite și împrumuturile vechi, sunt co-ocurente vocale sau numai anterioare, sau numai posterioare. Cele mai multe sufixe au două variante, pentru a se putea armoniza cu vocalele din cuvântul la care se adaugă. Bunăoară, desinența cazului dativ are variantele -nek (cu vocală anterioară) și -nak (cu vocală posterioară). Prima se poate adăuga unui cuvânt ca ember „om”, dând embernek „omului”, a doua unui cuvânt ca anya „mamă”, rezultând anyának „mamei”.
În domeniul morfologiei, un exemplu de co-ocurență obligatorie este, bunăoară în limba română, cea a verbului copulativ și a numelui predicativ, care se presupun reciproc. În altă limbă, franceza, este obligatorie, la formele temporale compuse de la diateza activă, co-ocurența verbului auxiliar avoir „a avea” cu anumite verbe cu sens lexical, și a auxiliarului être „a fi” cu alte anumite verbe. Astfel, se poate spune sau scrie numai ils ont acheté „ei au cumpărat” și il est né „el s-a născut”, co-ocurențele *ils sont acheté, respectiv *il a né fiind interzise.
La nivel sintactic, contexte sunt propoziția sau fraza. O co-ocurență facultativă la nivelul propoziției este, de exemplu, verb – adverb. Este posibilă și co-ocurența unui complement direct cu unul indirect (ex. Îmi dă o carte), sau cea a complementului circumstanțial cu alte complemente, circumstanțiale și necircumstanțiale. În română, o co-ocurență obligatorie este cea a substantivului nume de persoană propriu cu prepoziția pe drept complement direct, iar a acestuia cu pronumele personal formă neaccentuată în cazul acuzativ corespunzător care îl anticipă sau îl reia, ex. Îl văd pe Ion sau Pe Ion îl văd.
La nivelul lexicului și al semanticii, Eugen Coșeriu a studiat așa-numitele „solidarități lexicale”, co-ocurențe necesare între cuvinte (ex. între a țesăla și cal, a lătra și câine), sau între cuvinte și trăsături semantice, ex. a se mărita și subiectul său posibil cu trăsăturile [+ Uman; +Feminin].
La nivelul discursului funcționează reguli de co-ocurență sociolingvistice referitoare la varietățile de limbă. Astfel, într-o expunere științifică sunt de regulă co-ocurente numai entități din registrele curent și elevat ale limbii standard în ceea ce privește realizările fonetice și entitățile morfologice, sintactice și lexicale, nu și cele specifice limbii vorbite, registrelor popular și familiar, ori unor varietăți regionale.
Reguli de co-ocurență funcționează și în contextele situaționale. Unul din componentele acestora este statutul unui participant la comunicare față de al celuilalt, ceea ce face să intervină în aceasta alte reguli de co-ocurență sociolingvistice decât cele de mai sus. De pildă, în limba maghiară, în cazul comunicării între doi adolescenți este co-ocurent ca subiect pronumele personal te „tu” cu predicatul la persoana a II-a singular, dar dacă participanții la comunicare nu sunt tineri și nu se cunosc, pot fi în co-ocurență pronumele de politețe maga (mai puțin politicos) sau ön (mai politicos) cu verbul la persoana a III-a singular, ex. Hol lakik maga/ön? „Unde locuiești dumneata / locuiți dumneavoastră?”. Depinde tot de raportul dintre participanți în funcție de statutele lor, ce cuvinte pot fi co-ocurente în adresarea vorbitorului către destinatarul său: prenume + bácsi „nea” + prenume, prenume + néni „tanti” + prenume; nume de familie + bácsi, nume de familie + néni; nume de familie + úr „domnul” + nume de familie, nume de familie + kisasszony „domnișoară” + nume de familie; nume de funcție + úr, nume de funcție + asszony „doamnă” + nume de funcție etc..

## Co-ocurența în unitățile frazeologice
Chestiunea co-ocurenței este tratabilă într-un mod aparte în cazul unităților frazeologice. Diferitele lor tipuri se caracterizează prin diferite grade de fixitate, adică prin gradul de limitare în ele a co-ocurențelor de elemente componente.
Cele mai puțin fixe unități frazeologice sunt colocațiile. Acestea au un cuvânt pivot care poate fi co-ocurent cu mai multe alte cuvinte, dar nu cu orice cuvânt. De exemplu, cuvântul pivot lege poate intra în colocații ca a promulga o lege, a anula/aboli/abroga o lege, a modifica o lege, a face legea, a respecta legea, a se supune legii.
Printre cele mai fixe unități frazeologice se situează locuțiunea. De pildă, cuvântul nod poate fi co-ocurent numai cu în papură pentru ca locuțiunea rezultată să fie sinonimă cu cuvântul cusur.